# Birth of a New Age
A Birth of a New Age (magyarul: Egy új korszak születése) Jeangu Macrooy Suriname-i énekes dala, mellyel Hollandiát képviseli a 2021-es Eurovíziós Dalfesztiválon Rotterdamban. A dal belső kiválasztás során nyerte el a dalversenyen való indulás jogát.

## Eurovíziós Dalfesztivál
2020. január 10-én vált hivatalossá, hogy a holland műsorsugárzó Jeangu Macrooyt választotta ki Hollandia képviseletére a 2020-as Eurovíziós Dalfesztiválon. Március 18-án az Európai Műsorsugárzók Uniója bejelentette, hogy 2020-ban nem tudják megrendezni a versenyt a COVID–19-koronavírus-világjárvány miatt. A holland műsorsugárzó jóvoltából az énekes lehetőséget kapott az ország képviseletére a következő évben egy új versenydallal. A dalt 2021. március 4-én mutatták be először az AVROTROS online felületein. A dal videóklipjét másnap mutatták be a dalfesztivál hivatalos YouTube-csatornáján.
Mivel Hollandia a dalverseny rendező országa, ezért a dal az Eurovíziós Dalfesztiválon először a május 22-én rendezett döntőben versenyez, de előtte az első elődöntő zsűris főpróbáján adták elő. Fellépési sorrendben huszonharmadik léptek fel, a Norvégiát képviselő TIX Fallen Angel című dala után és az Olaszországot képviselő Måneskin Zitti e buoni című dala előtt. A szavazás során a zsűri szavazáson összesítésben huszonharmadik helyen végeztek 11 ponttal, míg a nézői szavazáson az Egyesült Királysággal, Németországgal és Spanyolországgal holtversenyben utolsó helyen végeztek 0 ponttal, így összesítésben 11 ponttal a verseny huszonharmadik helyezettjei lettek.

## A dal háttere
Az előadó mindig ibüszke volt suriname-i gyökereire. A dal is erről szól: a származás ne legyen tabutéma, büszkének kell lenni rá, akkor is, ha rasszizmussal néz szembe az ember. A dal tartalmaz egy ismételt mondatot a Surinameban beszélt szraran nyelven, amely egy közmondás is egyben:  “Mi na afu sensi, no wan man e broko mi”. A mondat a származásból adódó büszkeséget jelenti.

## Slágerlisták
| Slágerlista (2021)       | Legjobb helyezés |
| ------------------------ | ---------------- |
| Hollandia (Dutch Top 40) | 37.              |